# Spółgłoska dorsalna
Termin spółgłoska dorsalna odnosi się do sposobu artykulacji spółgłosek używając grzbietu języka.
Spółgłoski dorsalne dzielimy na:
- spółgłoski średniojęzykowe, artykułowane poprzez zbliżenie środkowej części języka do podniebienia twardego
- spółgłoski tylnojęzykowe, artykułowane poprzez zbliżenie tylnej części języka do podniebienia miękkiego lub języczka

W języku polskim występują następujące spółgłoski dorsalne:
- przedniopodniebienne /ɲ, ɕ, ʑ, t͡ɕ, d͡ʑ/
- podniebienne /j/
- miękkopodniebienne /k, ɡ, x/